# Alonso Caro y del Arroyo
Alonso Caro y del Arroyo, Conde de Peña Ramiro (* 16. Januar 1880; † 3. Januar 1957 in Madrid) war ein spanischer Diplomat.

## Leben
Alonso Caro y del Arroyo trat am 19. Mai 1905 in den auswärtigen Dienst ein und wurde bis 1913 Geschäftsträger in Tanger bei Abd al-Aziz (Marokko). Zwischenzeitlich wurde er von 1907 bis 1909 im Außenministerium als Gesandtschaftssekretär dritter Klasse eingesetzt. Seine nächsten Stationen waren bis 1914 Lissabon und Guatemala-Stadt, bis 1916 Den Haag, bis 1920 als Gesandtschaftssekretär erster Klasse in Mexiko-Stadt, bevor er dann wieder nach Tanger zurückkehrte. 1921 wurde er dann erneut in das Außenministerium und 1924 nach Brüssel versetzt.
Im Jahr 1926 wurde Arroyo als Ministerresident in Buenos Aires berufen, bevor er dann von 1929 bis 1930 in gleicher Position in Paris tätig war. 1931 wechselte er als
Ministre plénipotentiaire zweiter Klasse zunächst nach Athen und ein Jahr später nach Kairo, wo er im Oktober 1933 zum Ministre plénipotentiaire erster Klasse befördert wurde.
Zum Putsch vom 19. Juli 1936 erklärte er sich gegenüber der zweiten spanischen Republik loyal, trat am 12. September 1936 von seinem Posten zurück und in den Dienst der Putschisten ein. Hier übernahm er bis 1939 das Oficina Nacional de Nacho Enea, die Vertretung der Putschisten in Südostfrankreich, im Chalet »Nacho-Enea« von Antonio de Angulo y Sánchez de Movellán, Marqués de Caviedes in der Avenue Larreguy in Saint-Jean-de-Luz, während das Konsulat in Hendaye bis 1938 der Republik treu blieb.
Von Oktober 1947 bis Januar 1950 wurde er schließlich als Botschafter in Kairo berufen und anschließend in den Ruhestand versetzt. Die jeweiligen Auslandsvertretungen in Madrid und Kairo waren in dieser Zeit zu Botschaften aufgewertet worden.
| Vorgänger                   | Amt                                                                                              | Nachfolger          |
| --------------------------- | ------------------------------------------------------------------------------------------------ | ------------------- |
| —                           | spanischer Botschafter in Rabat 1905 bis 1907                                                    | Emilio de Navasqüés |
| —                           | spanischer Botschafter in Buenos Aires 1926                                                      | Ramiro de Maeztu    |
| Carlos López Dóriga         | spanischer Ministre plénipotentiaire erster Klasse in Kairo Dezember 1934 bis 12. September 1936 | Gabriel Alomar      |
| Carlos de Miranda y Quartín | spanischer Botschafter in Kairo Oktober 1947 bis Januar 1950                                     | Domingo Bárcenas    |